# Museo dell'Acropoli di Atene

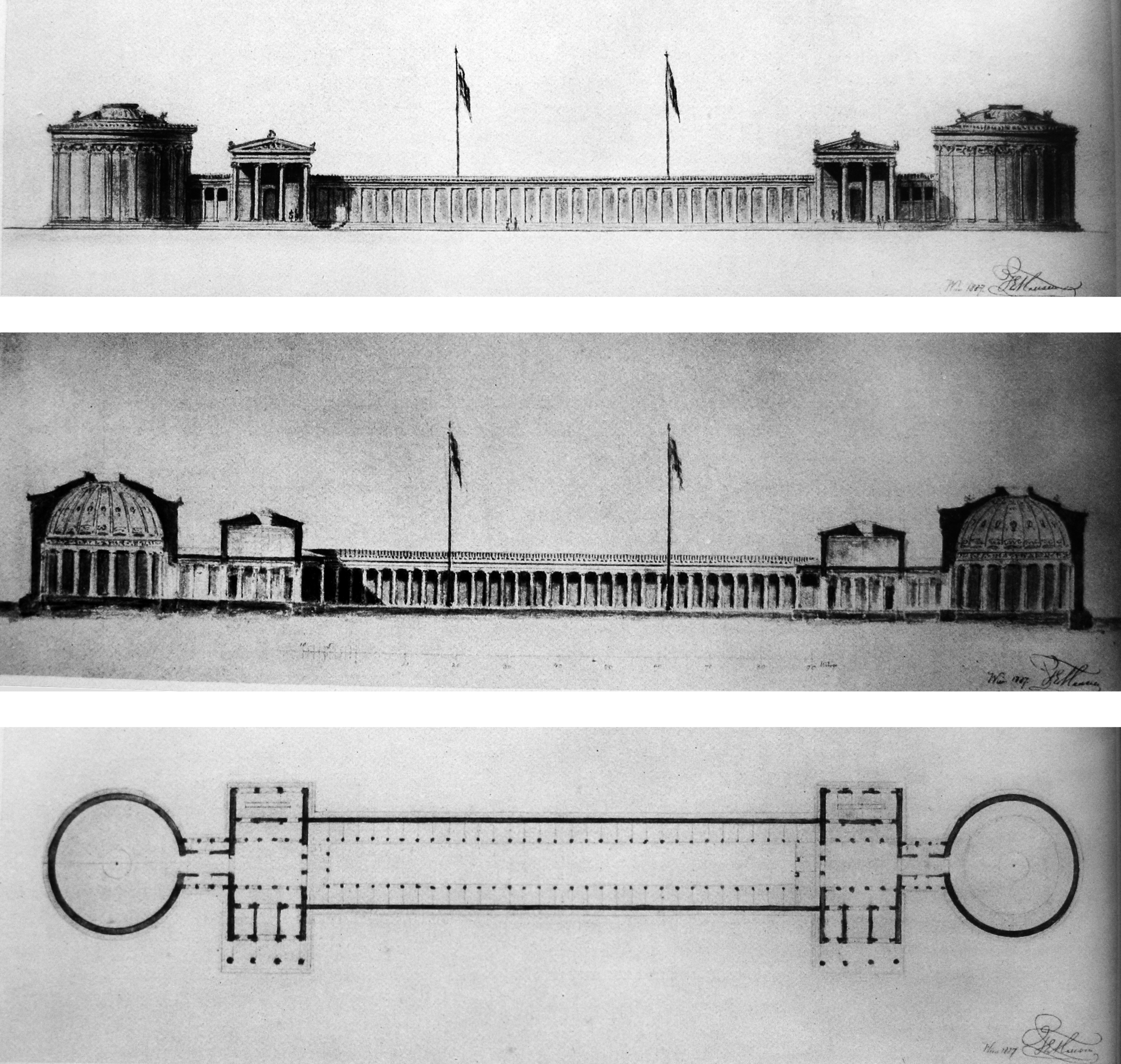
Disegni per il progetto dell'edificio originale del museo progettato da Theophil Hansen

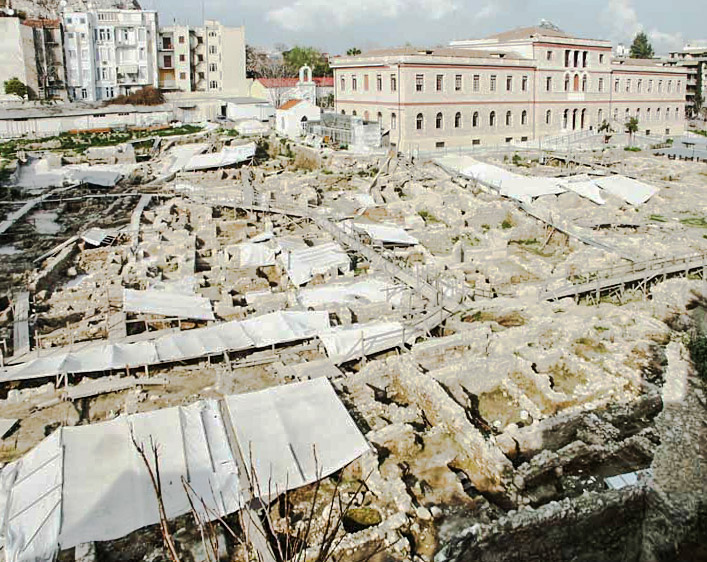
Il sito archeologico su cui è costruito il nuovo museo

Il Museo dell'Acropoli (in greco Mουσείο Ακρόπολης?) è un museo che raccoglie esclusivamente materiali rinvenuti sull'Acropoli di Atene.
Il nucleo principale della collezione è formato da statue e frammenti di decorazione architettonica arcaica, profanati dai persiani nel 480 a.C. (colmata persiana), cui si aggiungono sculture del periodo classico. Il museo è situato ai piedi della collina dell'Acropoli, sul suo lato di sud-est nel distretto di Makrighianni ad Atene.

## Storia
Il museo attuale origina dal primo museo realizzato nell'Acropoli nel 1863, trent'anni dopo l'abbandono di Atene dell'ultima guarnigione Turca. Tuttavia, successivi scavi sull'Acropoli hanno portato alla luce nuovi manufatti che hanno superato significativamente la sua capacità originale. Un'ulteriore motivazione per la costruzione di un nuovo museo si ebbe quando la Grecia avanzò richieste per la restituzione dei marmi del Partenone dal Regno Unito, che aveva acquisito in modo controverso, ma gli fu risposto, da alcuni funzionari britannici, che la Grecia non aveva un luogo adatto dove potevano essere visualizzati. La creazione di una galleria per l'esposizione dei marmi del Partenone è stata la chiave di tutte le recenti proposte per la progettazione di un nuovo museo.

### Concorsi per il nuovo museo
Il primo concorso di architettura per la progettazione di un nuovo museo si è svolto nel 1976 ed era riservato a partecipanti provenienti dalla sola Grecia. Sia il concorso del 1976 che quello che del 1979 non portarono ad alcun risultato, principalmente perché gli appezzamenti di terreno selezionati per le costruzioni proposte furono ritenuti non idonei.
Nel 1989 fu bandito un terzo concorso internazionale per la progettazione del nuovo Museo dell'Acropoli. È stata fornita una scelta di tre possibili siti. Il concorso è stato vinto dagli architetti italiani Manfredi Nicoletti e Lucio Passarelli. Dopo i ritardi per tutti gli anni '90, i lavori per la costruzione del museo sulla base di questo terzo progetto sono passati alla fase degli scavi per le fondamenta, ma questi sono stati interrotti a causa di resti archeologici apparentemente sensibili sul sito, portando all'annullamento del concorso nel 1999. Per l'ubicazione del nuovo museo fu scelto infine il grande lotto inutilizzato della caserma della gendarmeria "Campo Makrygiannis", di fronte al Teatro di Dioniso, e sono stati necessari anche un numero limitato di espropri di case private circostanti per liberare lo spazio necessario.

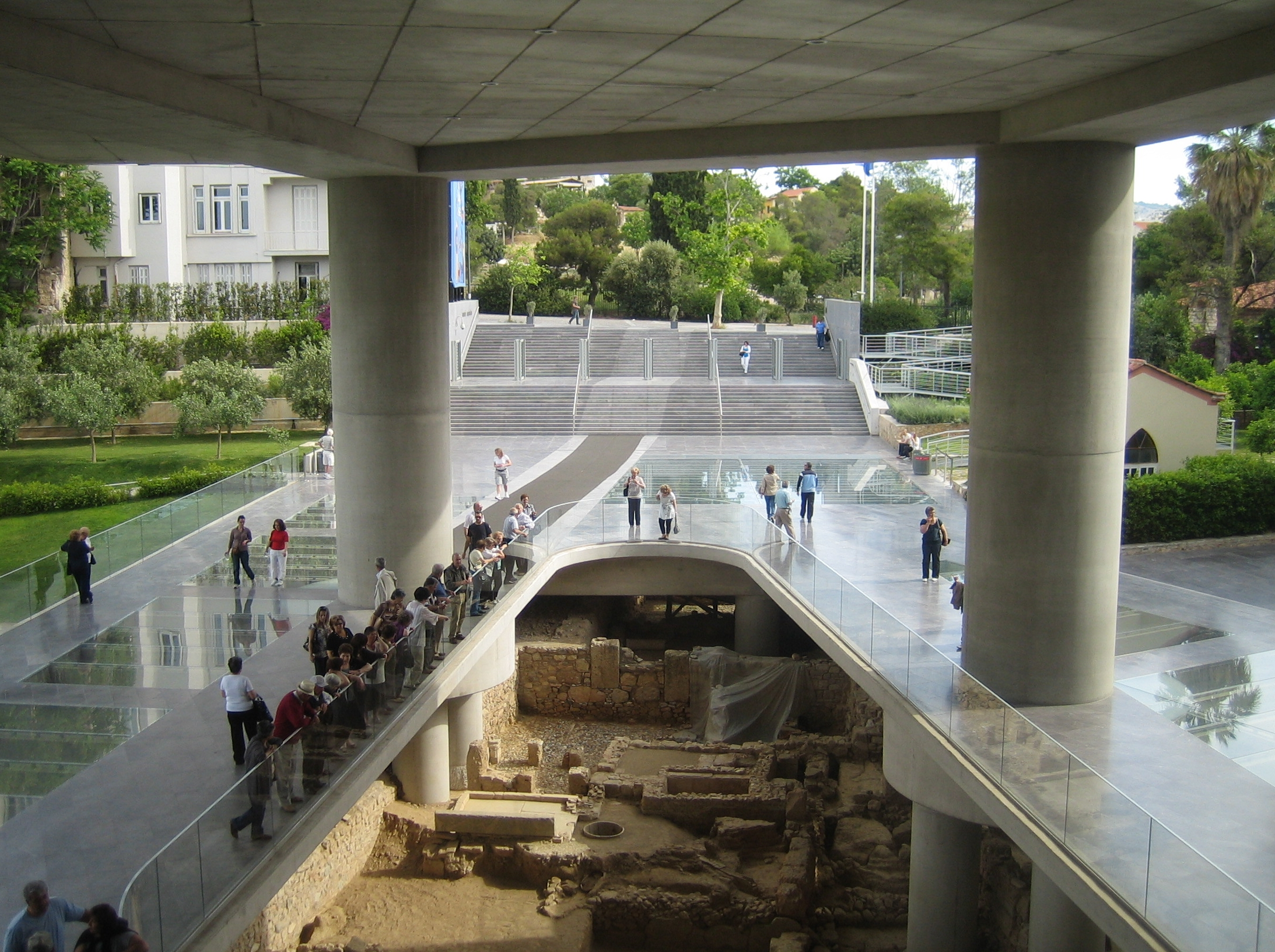
Sito archeologico sotto l'ingresso principale del museo.

Il quarto concorso non aveva previsto la conservazione dell'antico sito. Questo è stato raggiunto in una certa misura solo dopo che gli attivisti locali e internazionali (ICOMOS) hanno esposto questa svista. I nuovi piani furono adattati in modo che l'edificio fosse elevato fuori terra, su pilastri. Il concorso era aperto solo agli studi di architettura su invito ed è stato vinto dall'architetto svizzero, Bernard Tschumi, in collaborazione con l'architetto greco Michalis Fotiadis. Stabilita la planimetria e la stratigrafia, sono state individuate le sedi idonee per i pilastri di fondazione. Questi attraversano il terreno fino al substrato roccioso sottostante e galleggiano su cuscinetti a rulli in grado di resistere a un terremoto di magnitudo 10 della scala Richter.
Man mano che i lavori di costruzione si avvicinavano al completamento, l'operazione per spostare i manufatti dalla roccia dell'Acropoli al nuovo museo è iniziata nell'ottobre 2007, ed ha richiesto quattro mesi e l'uso di tre gru a torre per spostare le sculture senza incidenti. I funzionari greci hanno espresso la speranza che il nuovo museo possa aiutare nella campagna per il ritorno dei marmi del Partenone.

## Posizione

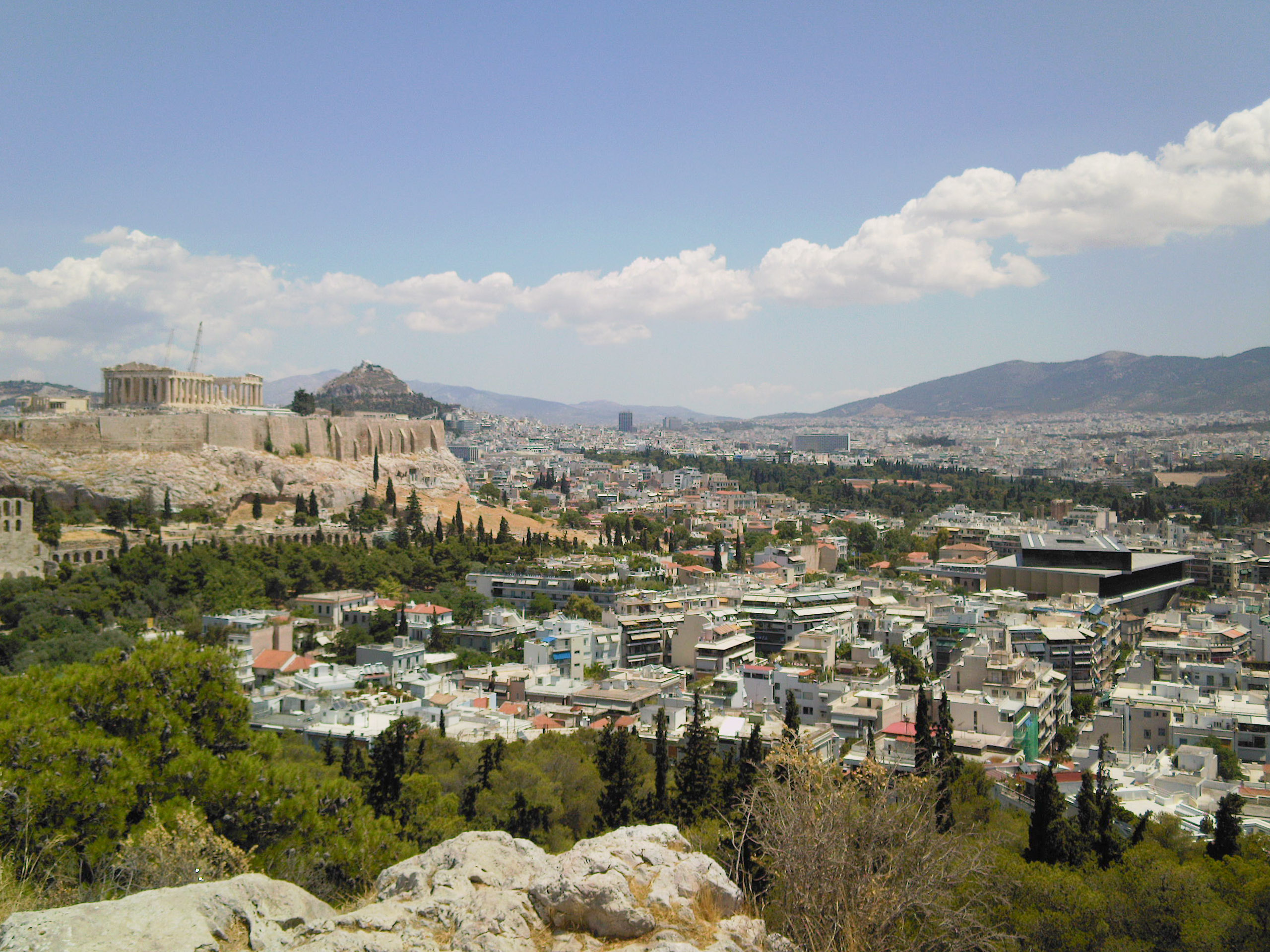
Partenone (a sinistra) e Museo dell'Acropoli (a destra).

Il museo si trova sul versante sud-orientale della collina dell'Acropoli, sull'antica strada che in epoca classica portava alla "roccia sacra", lontano dal Partenone 280 metri. L'ingresso dell'edificio è in via Dionysiou Areopagitou e direttamente adiacente alla stazione della metropolitana Akropoli, la linea rossa della metropolitana di Atene

## L'edificio
Il progetto di Bernard Tschumi è stato selezionato come progetto vincitore del quarto concorso. Il design di Tschumi ruota attorno a tre concetti: luce, movimento ed un elemento tettonico e programmatico. Insieme queste caratteristiche "trasformano i vincoli del sito in un'opportunità architettonica, offrendo un museo semplice e preciso" con la chiarezza matematica e concettuale degli antichi edifici greci.
Il museo occupa una superficie di 25000 m² sviluppando un'area espositiva di 14000 m². Le collezioni del museo sono esposte su tre livelli mentre un quarto livello intermedio ospita gli spazi ausiliari, come il negozio del museo, la caffetteria e gli uffici. Al primo livello del museo si trovano i reperti delle pendici dell'Acropoli. La lunga e rettangolare aula, il cui pavimento è inclinato, ricorda l'ascensione alla roccia. Il visitatore si trova poi presso la grande aula trapezoidale che accoglie i reperti arcaici. Sullo stesso piano si trovano anche i manufatti e le sculture provenienti dagli altri edifici dell'Acropoli come l'Eretteo, il Tempio di Atena Nike, i Propilei e reperti di Atene romana e paleocristiana. I visitatori sono tenuti a vedere questi ultimi durante la discesa per mantenere l'ordine cronologico: saranno prima indirizzati al livello superiore, che mostra i marmi del Partenone.
Poiché il museo è costruito su un vasto sito archeologico, il pavimento, all'esterno e all'interno, è spesso trasparente utilizzando il vetro e quindi il visitatore può vedere gli scavi sottostanti. Il museo prevede anche un anfiteatro, un teatro virtuale e una sala per mostre temporanee. L'edificio, è inoltre stato criticato principalmente chiedendosi se un grande edificio moderno si sarebbe adattato bene al paesaggio.

## Altre informazioni
- Il biglietto d'ingresso al museo era di € 1 per il primo anno e di € 5 successivamente. A partire dal 2019, il biglietto d'ingresso è di 20 € per adulti e 10 il ridotto
- Lo scavo sotto il livello del suolo continua. Il sito e il processo sono visibili attraverso il pavimento in vetro a livello del suolo. Anche da giugno 2019 il sito è visitabile.
- Il Museo dell'Acropoli è stato scelto come motivo per un'edizione commemorativa della moneta euro: la moneta commemorativa da € 10 del Museo dell'Acropoli greca, coniata nel 2008 per celebrare il trasferimento del museo. Sul dritto è una vista panoramica dell'Acropoli e il nuovo museo si trova alla base.
- Durante la Giornata Internazionale dei Musei il museo rimane aperto fino a tardi con ingresso gratuito e tanti eventi e attività per i suoi visitatori.[5]
- Durante le notti di luna piena di agosto, il museo rimane aperto fino a mezzanotte e accoglie i visitatori gratuitamente. Anche la stessa notte i concerti si svolgono nel cortile del museo.
- Nei primi due mesi dall'apertura il museo è stato visitato da 523.540 persone (una media di 9.200 al giorno). Di questi, il 60 per cento erano visitatori stranieri. Nello stesso bimestre, il sito web del museo ha registrato 409.000 visite di visitatori unici provenienti da 180 paesi. Nel 2024  ha totalizzato 2.000.312 visitatori classificandosi al 33imo posto su base globale.
- Il Museo delle Arti Applicate/Arte Contemporanea di Vienna, ha donato (ottobre 2014 - febbraio 2015) al Museo dell'Acropoli una quadriga con la dea Nike dalla collezione di Theophil Hansen, un architetto danese di edifici neoclassici in Grecia e in Europa centrale nel XIX secolo.
- Nel giugno 2016, Samsung ha inaugurato un'aula digitale presso il Museo dell'Acropoli. L'aula digitale, rivolta agli studenti delle scuole primarie e secondarie, è stata la prima "aula" allestita in un Museo in Grecia e la quinta in Europa.[6]
- Il presidente degli Stati Uniti Barack Obama ha visitato il museo dell'Acropoli durante la sua visita ad Atene (15-16 novembre 2016).
- Venerdì 21 giugno 2019, il Museo dell'Acropoli della Grecia ha aperto un sito di scavo sotto il suo edificio moderno, consentendo ai visitatori per la prima volta di attraversare un antico quartiere ateniese sopravvissuto dall'era classica all'epoca bizantina.[7][8]

## Collezioni
Il museo si sviluppa su tre livelli, di cui quello inferiore è dedicato allo scavo archeologico, ospita un itinerario cronologico che presenta l'evoluzione dell'arte greca e in particolare della scultura, dall'epoca arcaica sino al periodo della dominazione romana. Al pianterreno nella Sala dei Pendii dell'Acropoli sono esposti i reperti provenienti dai fianchi dell'acropoli e dall'abitato che ne ha costituito storicamente la sua parte.
Il piano più alto del museo ospita - in uno spazio costruito in accordo all'orientamento reale del Partenone - tutte le parti del fregio originali appartenenti al governo greco e copie di quelle attualmente in esposizione al British Museum di Londra. Proseguendo lungo il percorso di visita, al livello inferiore sono esposti pezzi databili dall'età classica al periodo romano.
La collezione del museo presenta molte opere famose tra cui:
- Moscoforo
- Cinque delle cariatidi dell'Eretteo
- La Kore col peplo
- L'Atena pensosa
- le metope del Partenone di Fidia
- Kore di Antenore
- La Nike di Callimaco

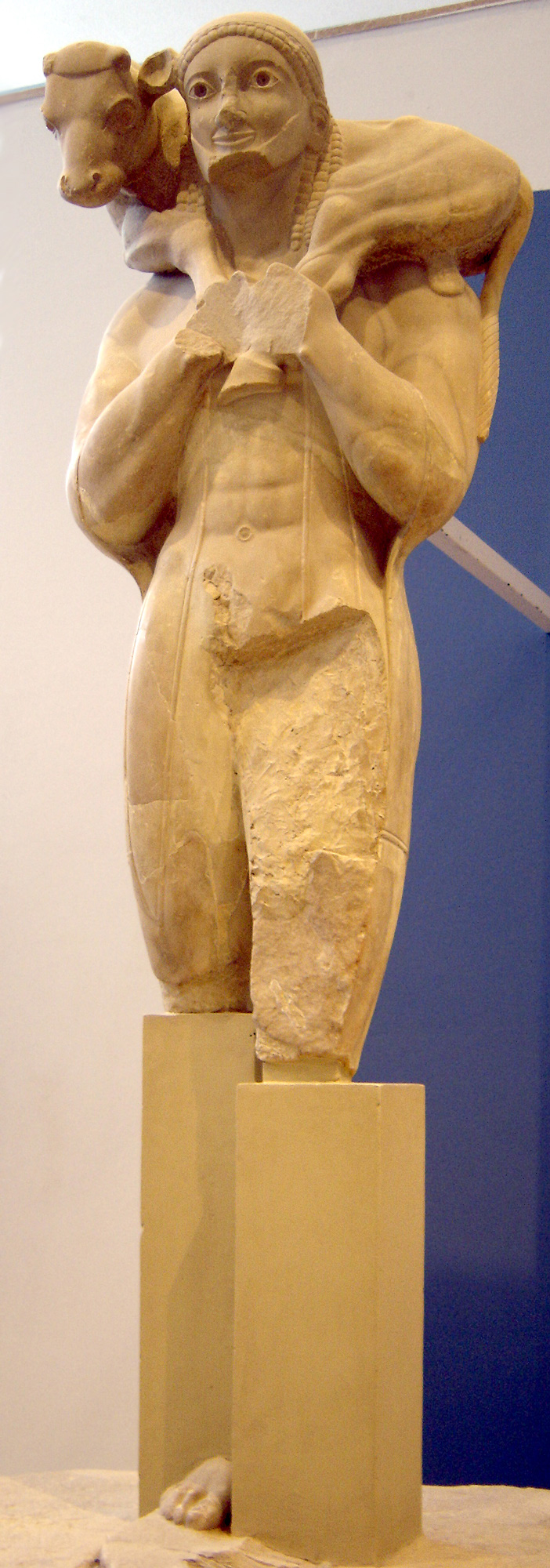
Il Moscoforo
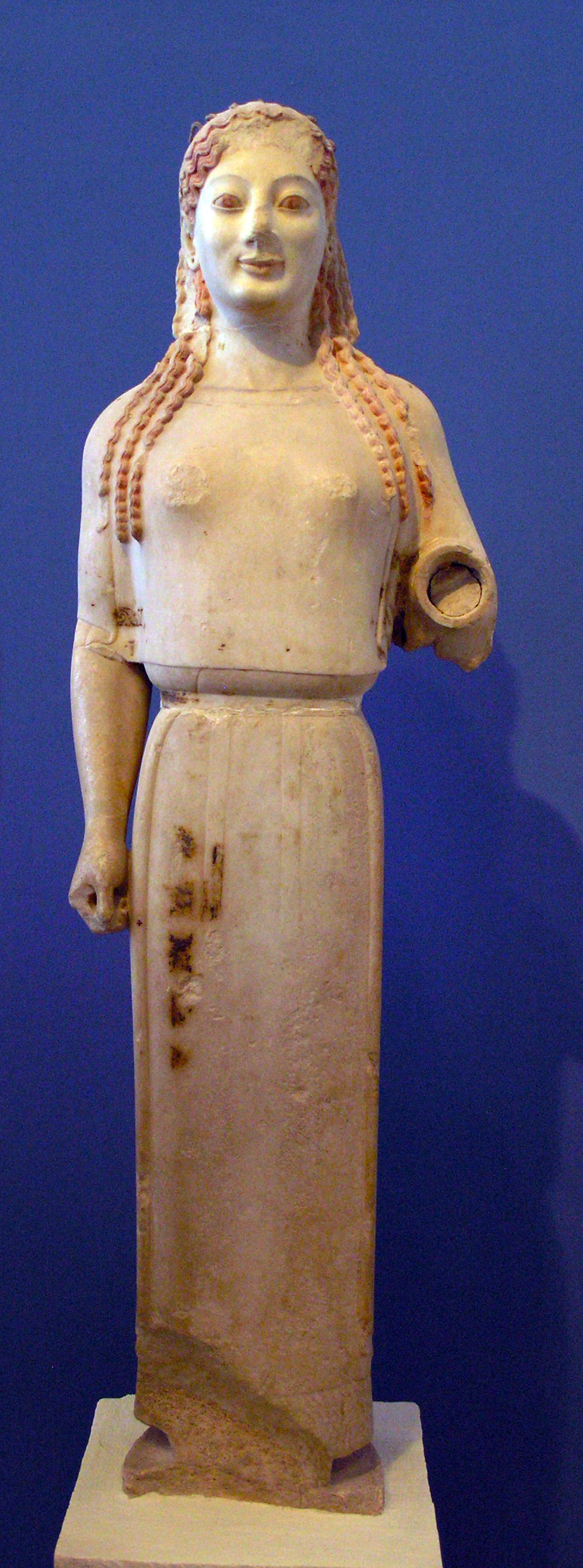
La Kore col peplo
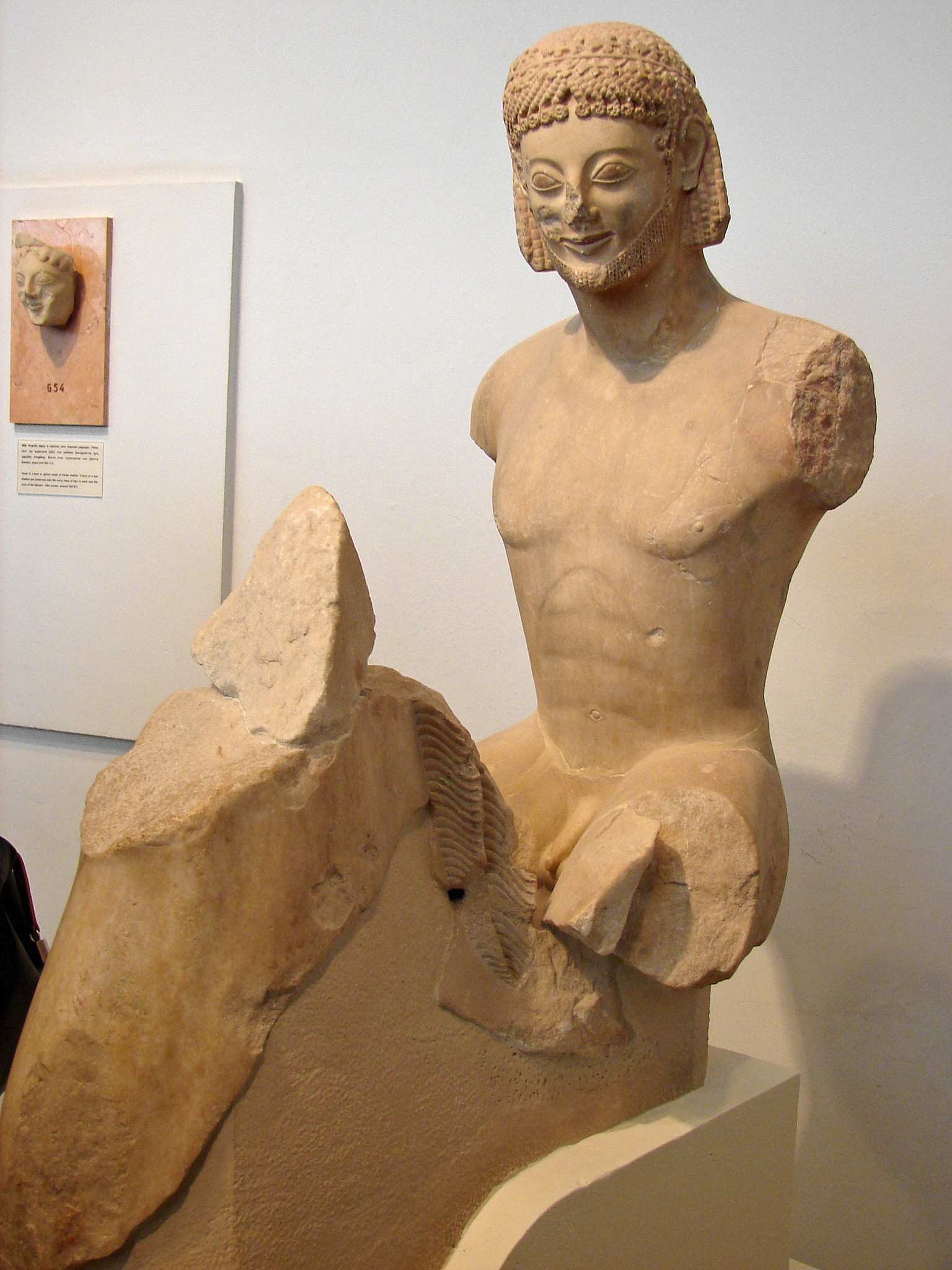
Il Cavaliere Rampin
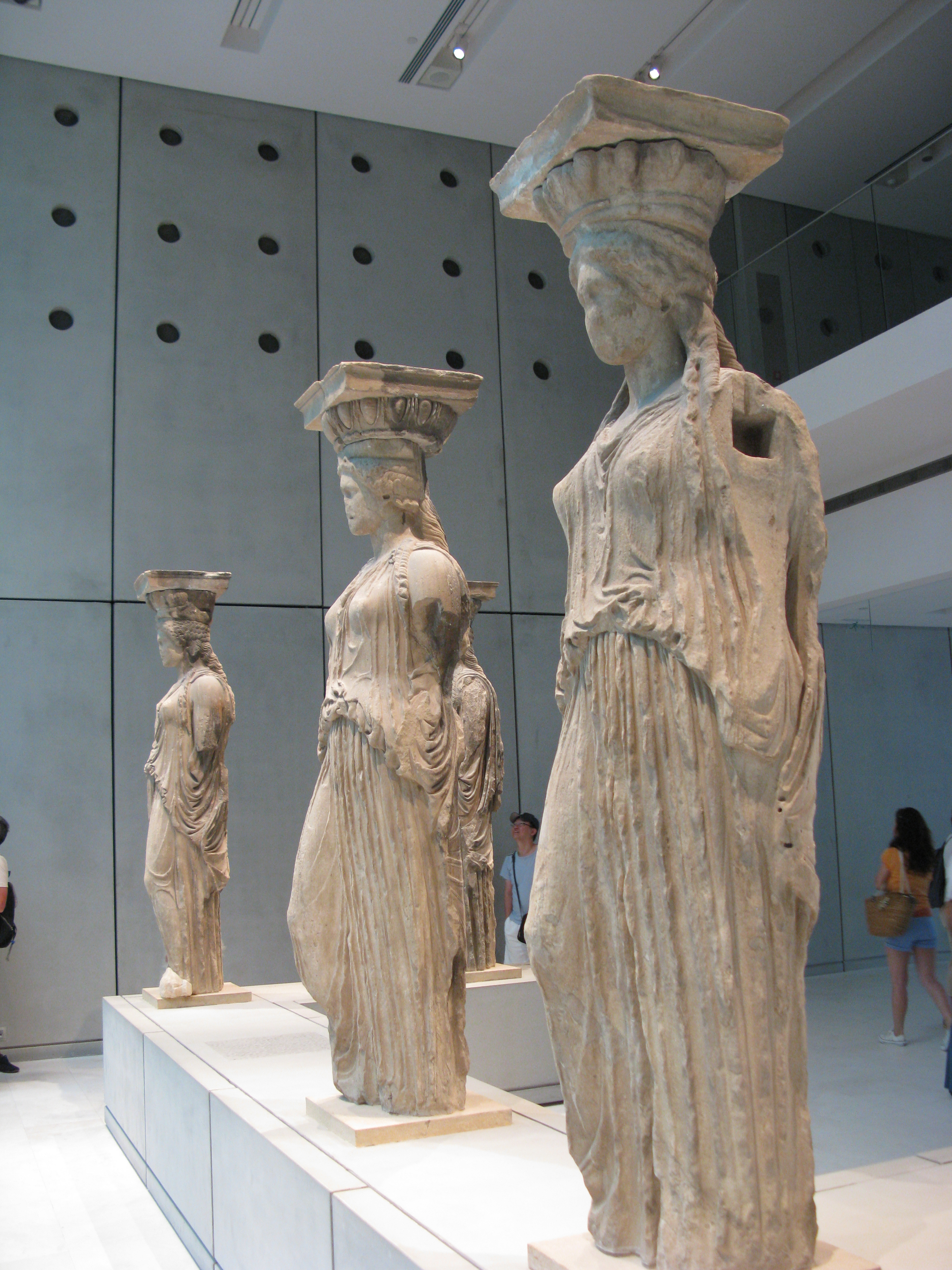
Cariatidi dell'Eretteo
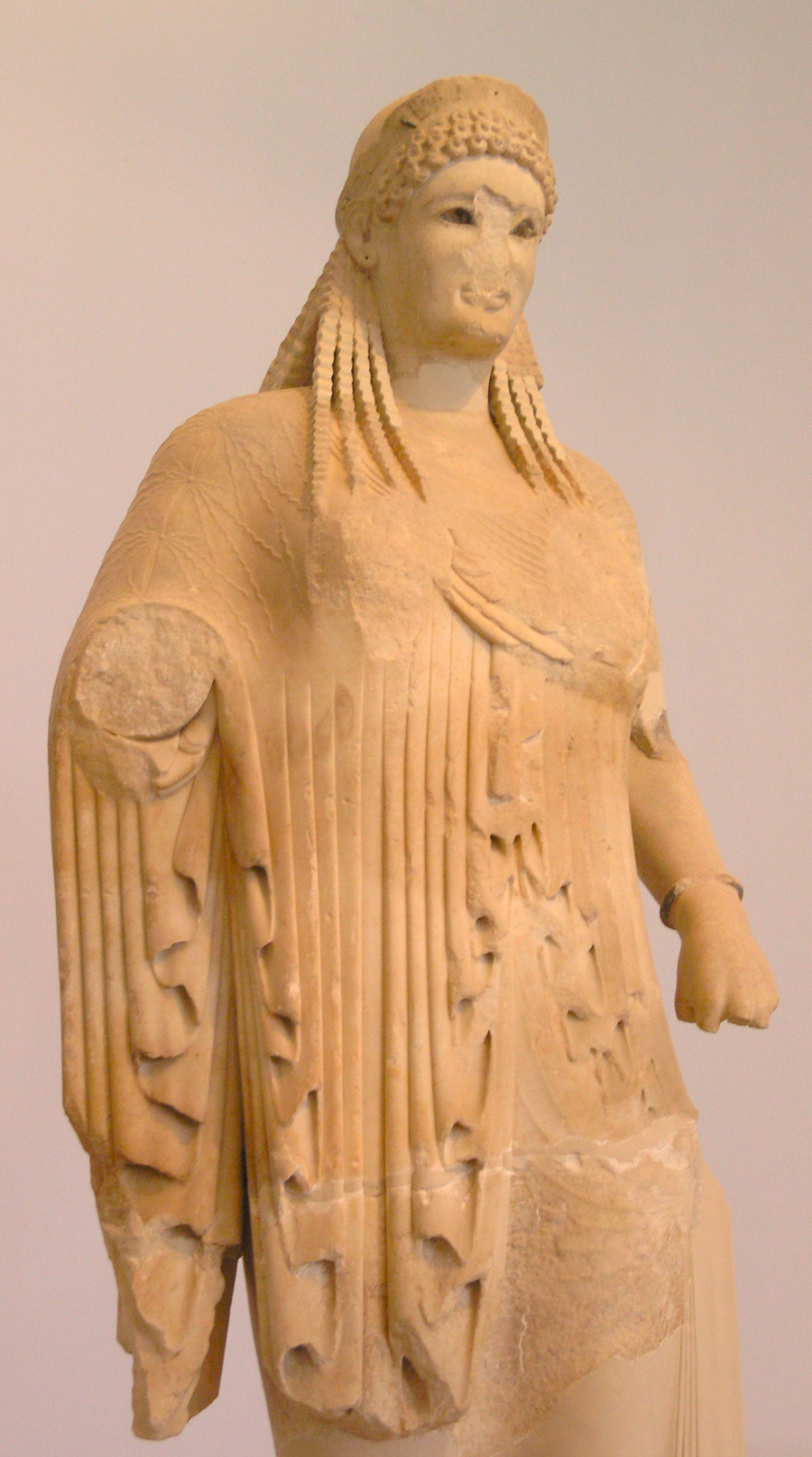
La Kore di Antenore
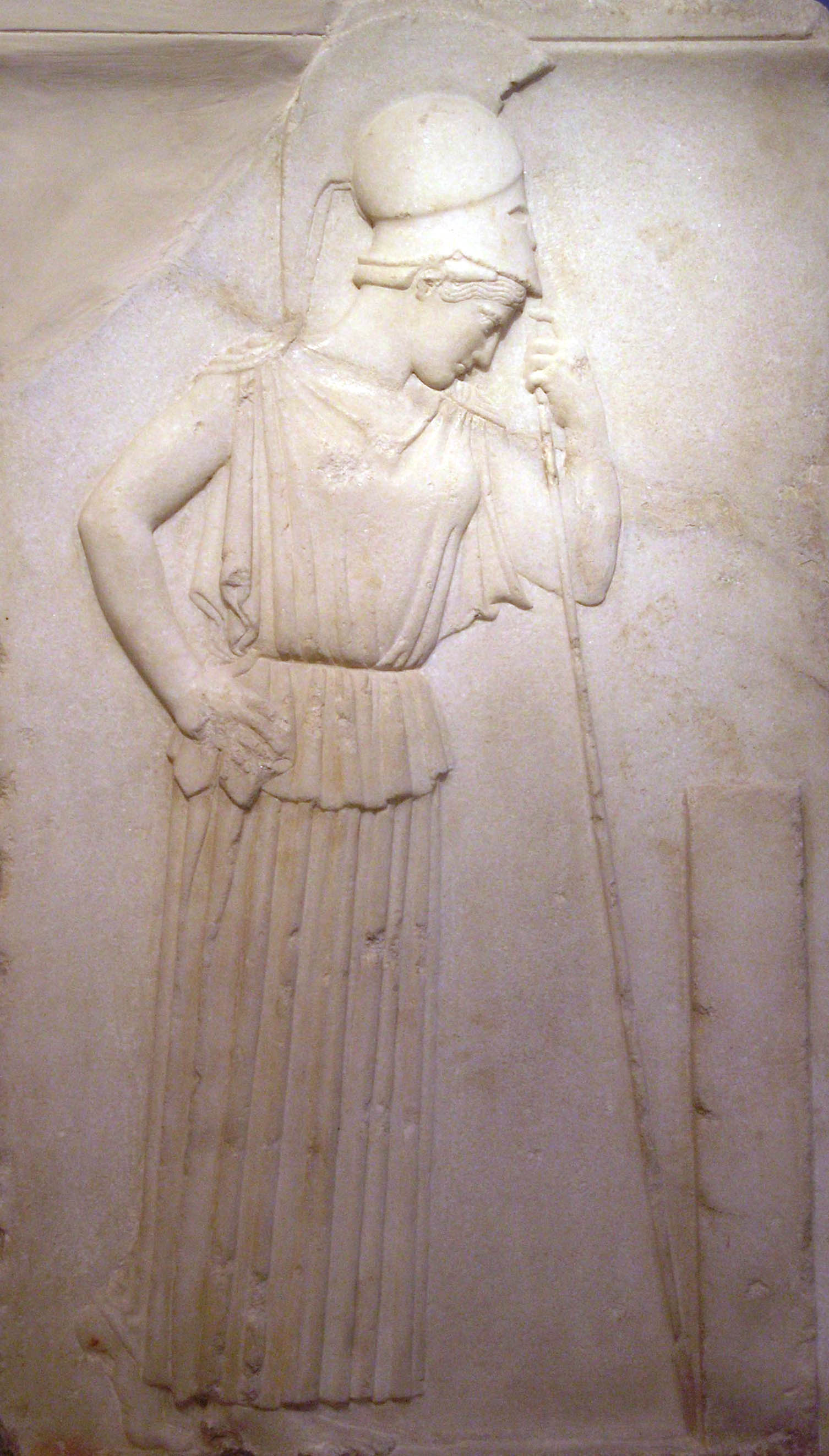
Rilievo detto dell'"Atena pensosa"
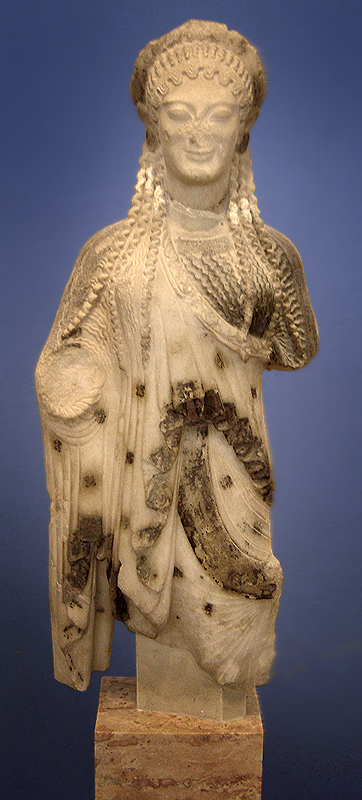
Kore dell'Acropoli
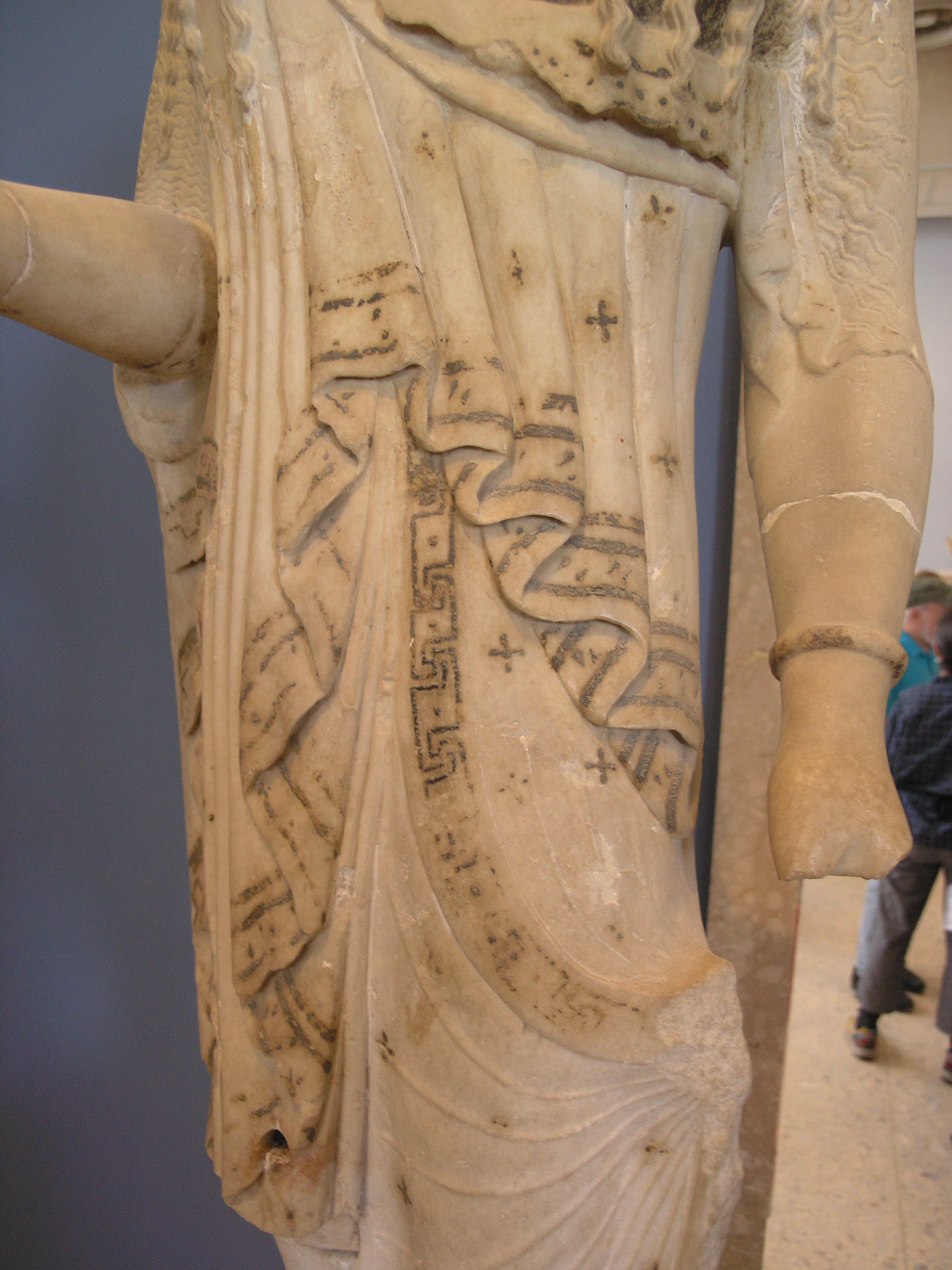
Particolare di una Kore